# Valerij Čižov
Valerij Nikolaevič Čižov (in russo Валерий Николаевич Чижов?; 14 aprile 1975) è un ex calciatore russo, di ruolo portiere.

## Carriera

### Club
Cresciuto nello Spartak Mosca, ha giocato nella formazione riserve fino al 1996; ha comunque collezionato una presenza in prima squadra sia nel 1992 che nel 1994, contribuendo così alla vittoria di due campionati e due coppe nazionali.
Dopo due stagioni al Neftechimik, in seconda serie, passò al Saturn con cui trovò un posto da titolare nella massima serie. Rimase con il Saturn (ad eccezione di una breve parentesi nel 2004 al Rubin) fino al 2006; l'anno seguente scese di categoria passando al Sibir, con cui per altro, sfiorò la promozione, finendo terzo nel 2007.
Nel 2008 divise la sua stagione tra Vitjaz' e Dinamo Brjansk; l'anno seguente scese ulteriormente di categoria all'Avangard Kursk, con cui vinse immediatamente il campionato. Chiuse la carriera nella formazione riserve del Saturn.

### Nazionale
Ha collezionato una presenza con la propria Nazionale: disputò il primo tempo della gara contro Cipro, prima di essere sostituito da Veniamin Mandrykin.

## Statistiche

### Cronologia presenze e reti in Nazionale
| Cronologia completa delle presenze e delle reti in nazionale ― Russia | Cronologia completa delle presenze e delle reti in nazionale ― Russia | Cronologia completa delle presenze e delle reti in nazionale ― Russia | Cronologia completa delle presenze e delle reti in nazionale ― Russia | Cronologia completa delle presenze e delle reti in nazionale ― Russia | Cronologia completa delle presenze e delle reti in nazionale ― Russia | Cronologia completa delle presenze e delle reti in nazionale ― Russia | Cronologia completa delle presenze e delle reti in nazionale ― Russia |
| Data                                                                  | Città                                                                 | In casa                                                               | Risultato                                                             | Ospiti                                                                | Competizione                                                          | Reti                                                                  | Note                                                                  |
| --------------------------------------------------------------------- | --------------------------------------------------------------------- | --------------------------------------------------------------------- | --------------------------------------------------------------------- | --------------------------------------------------------------------- | --------------------------------------------------------------------- | --------------------------------------------------------------------- | --------------------------------------------------------------------- |
| 12-2-2003                                                             | Limassol                                                              | Cipro                                                                 | 0 – 1                                                                 | Russia                                                                | Cyprus International Tournament 2003                                  | -                                                                     |                                                                       |
| Totale                                                                |                                                                       | Presenze                                                              | 1                                                                     |                                                                       | Reti                                                                  | 0                                                                     |                                                                       |

## Palmarès

### Club
- Campionato russo: 2

Spartak Mosca: 1992, 1994
- Coppa di Russia: 1

Spartak Mosca: 1993-1994
- Coppa dell'URSS: 1

Spartak Mosca: 1991-1992
- Pervenstvo Professional'noj Futbol'noj Ligi: 1

Avangard Kursk: 2009 Girone Centro